# هامبوولت (نبراسکا)
هامبوولت(به انگلیسی: Humboldt) شهری در ایالت نبراسکا کشور ایالات متحده آمریکا است که جمعیت آن در سرشماری سال ۲۰۱۰ میلادی، ۸۷۷ نفر بوده‌است.